# 小野村 (岐阜県安八郡)
小野村（このむら）は、かつて岐阜県安八郡にあった村である。
現在の大垣市小野などに該当する。

## 歴史
- 1889年（明治22年）7月1日 - 町村制により、小野村が発足。
- 1897年（明治30年）4月1日 - 三塚村、加賀野村、今宿村、沢渡村、世保村と合併し三城村が発足。同日小野村廃止。